# Атерома
Атеро́ма (грец. αθηρα — кашка та ωμα — закінчення в назвах пухлин) — доброякісне новоутворення, що виникає внаслідок закупорювання вивідної протоки сальної залози шкіри і скупчення в ній її секрету, клітин епітелію та ін. Лікування тільки хірургічне.
Ретенційна кіста сальної залози шкіри, атерома, спостерігається на ділянках шкіри багатих на сальні залози — волосистій частині голови, обличчі. Може досягати великих розмірів, буває множинною.
Атероми є безболісними утвореннями з гладкою поверхнею, що повільно збільшуються. Діагностувати атерому не складно. При великій атеромі голови виключають мозкову грижу.

## Лікування
Хірургічне лікування потрібне у всіх випадках. Операцію проводять переважно під місцевою анестезією (розчином новокаїну чи лідокаїну). Атерому видаляють разом із її оболонкою. При атеромі, яка нагноїлася, розкривають її порожнину, видаляють вміст, вишкрібають стінки кісти, порожнину змащують спиртовим йодним розчином, тампонують. Рана у цих випадках загоюється вторинним натягом.